# Marina di Omura
Marina di Omura (Giappone, XVI secolo – Nagasaki, 11 novembre 1634) è stata una religiosa giapponese; beatificata nel 1981, è stata proclamata santa da papa Giovanni Paolo II nel 1987.

## Biografia
Divenne terziaria domenicana con voti religiosi privati. Fu arrestata con l'accusa di aver collaborato con i missionari occidentali e quindi bruciata viva a Nagasaki l'11 novembre del 1634.

## Culto
Marina di Omura venne beatificata, insieme ad altri 15 martiri domenicani tra cui Lorenzo Ruiz, da papa Giovanni Paolo II il 18 febbraio 1981 a Manila nelle Filippine. Venne poi canonizzata a Roma il 18 ottobre 1987 ancora da Giovanni Paolo II.
La sua memoria ricorre il giorno 11 novembre mentre, assieme ai compagni martiri domenicani in Giappone, è ricordata collettivamente il 28 settembre.